# السلطانة شادية
السلطانة شادية أو شادية عثمان أوغلي (1886م - 20 نوفمبر 1977م) هي ابنة السلطان عبدالحميد الثاني سلطان الدولة العثمانية من زوجته أمثال نور قادين. وُلدت في قصر يلدز في مدينة إسطنبول في سنة 1886م. تزوجت «فاخر بك بن فيضي بك» أحد الموظفين في إسطنبول سنة 1910م، ثم ترملت. غادرت تركيا إلى باريس سنة 1931م، وتزوجت هناك «خالص بك» أحد السفراء ثم ترملت ثانية وعادت إلى إسطنبول. توفيت سنة 1977م ودفنت في «ضريح السلطان محمود».